# Leše, Prevalje
Leše so naselje, večidel strnjeno v hribovski globeli in deloma razloženo po pobočjih nad Prevaljami v Občini Prevalje.
Naselje leži na nadmorski višini od 530 do 675 mnm pod vzpetinama  Kal (1105 mnm) na jugu in Volinjak (886  mnm) na zahodu. K naselju spada še zaselek Volinjak. Ime kraja razlagajo iz besede leska, leskovje, povsod kjer naletimo na tako krajevno ime, je gotovo dosti leskovja v okolici. 
Leše so bile sprva naselje, kjer so samevale samotne kmetije, od katerih večina obstaja še danes. Že v leškem rokopisu iz 18. stoletja so omenjene kmetije Pristov, Vojak, Kunc, Jakopič, Kočan, Jež in Obretan, večkrat je omenjena tudi Papeževa kmetija. 
Leta 1818 so v kraju odkrili premog in ga začeli 1822 kopati za potrebe železarne na Prevaljah. Do sredine 19. stoletja je bil to največji premogovnik na Slovenskem. Rudnik so do sredine 20. stoletja močno izčrpali in ga 1939 zaprli. Premogovnik je zaposloval v največjem obsegu 865 delavcev. Imel je rudniško železnico in dvigala na parni pogon. Danes so od rudnika ohranjene le še skupine rudarskih družinskih hiš, pri domačinih poimenovane tudi "Nove bajte".
Na Lešah od leta 1921 obstaja tudi kulturno društvo Leše, ki je v preteklosti priredilo veliko število gledaliških iger, s katerimi so gostovali tudi po drugih krajih v Mežiški dolini.
Na ogled ohranjenih stavb v Lešah, ki spominjajo na premogovništvo, vabi tematska pot Po stopinjah Leških rudarjev. Ob poti so predstavljeni: 
- leška kapelica, ki ima nad vhodom relief s simbolično upodobitvijo nesreče v rudniku;
- vhod v rov Franciscus - Frančiškov rov, zgrajen leta 1849, ki je bil srce leškega rudnika;
- rudarska bolnica namenjena bolnim ali poškodovanim rudarjem in njihovim družinam;
- Frlescimer ali pozivalnica, hiša z lesenim stolpičem in zvonom, v kateri so se rudarji javili pred odhodom v jamo in prihodu iz nje;
- relief v kamnu ob pozivalnici, ki upodablja rudarja na eni strani in rudarsko družino na drugi strani; delo akademskega kiparja Andreja Grošlja;
- v Pozivalnici je tudi spominska soba rudarstva.

## Novejša zgodovina
- 1818 Dunajski magistratni uradnik Blaž Mayer je odkril ležišča premoga na Lešah.
- 1820 Blaž Mayer je dobil rudarske pravice in začne se kopanje premoga.
- 1822 Rudarske pravice so bile prepisane na Rosthorne.
- 1847 Rudarji so nakopali trikrat več premoga kot v vseh ostalih premogovnikih skupaj (33.200 ton).
- 1858 Na Lešah so bili prvi, ki so ustanovili bratovsko skladnico.
- 1882 Leški premogovnik je dosegel maksimalno proizvodnjo (70.000 ton).
- 1886 Velikonočni punt leških rudarjev je nastal zaradi skrajno slabih pogojev dela. Dosegli so povečanje zaslužka, osemurni delavnik v treh izmenah, prepoved ženskega dela v jamah in vrnitev odpuščenih delavcev.
- 1935 Premogovnik zaradi prezadolženosti ni mogel poravnavati svojih dolgov; rudarji so ustanovili Rudarsko zajednico.
- 1939 Zaprtje premogovnika.

## Cerkvi sv. Ane in sv. Volbenka
Slikoviti gotski cerkvi, ki stojita druga poleg druge na sedlu nad Lešami pod vrhom 886 metrov visokega Volinjeka, sta bili postavljeni sredi ali v drugi polovici 15. stoletja. Zgornja je podružnična cerkev svetega Volbenka, spodnja pa podružnična cerkev svete Ane, posvečena priprošnjici in zavetnici mater. Nihče ne ve, zakaj sta na Lešah dve cerkvi, le nekaj metrov oddaljeni druga od druga. Po ljudskih govoricah naj bi na Lešah obstajala dva samostana - meniški in nunski, saj ima ena cerkev žensko zavetnico, druga pa moškega svetnika. Samostana naj bi bila med seboj povezana s skrivnim podzemnim prehodom, o čemer pa ni nobenih dokazov.
Iz ene od obeh leških cerkva verjetno izhaja kip sv. Barbare, ki ga hranijo v Narodni galeriji v Ljubljani.

### Cerkev sv. Ane
Zvonik z ostro konico, gotski oporniki in šilasta okna s krogovičjem ter obdelana kamnita portala izdajajo nastanek cerkve sv. Ane. Mnogokoten prezbiterij obdajajo vitki, z zidci stopnjevani oporniki, med njimi so ozka z delilnim stebričem razdeljena okna, z bogatim krogovičjem. Prezbiterij je nekoliko višji kot ladja. Rebrati oboki so zgodnjegotski, saj je ob slavoloku ena obočna pola, nad vzhodnim delom pa šestdelni obok. Sklepnika nista okrašena. Cerkev je pokrita s skodlami. Cerkev ima dva vhoda, na zahodni in južni steni, oba pa imata pred vrati leseno lopo. Južni je preprost, zahodni z bogato razčlenjenim ostenjem. Cerkev je na zahodni strani, zaradi strmega terena na katerem stoji, precej vkopana, za do vhoda vodijo strme stopnice.
Notranjost cerkve sv. Ane je prav tako gotska. Ladjo pokriva raven lesen strop, okrašen z ornamenti, ki ima na sredi Marijin monogram in letnico nastanka 1689, ki je zamenjal prvotnega gotskega. način poslikave kaže stilizirane, peterolistne rumene cvetove, ki so osenčeni z različnimi odtenki rjave. Slavoločno steno na strani ladje krasita naslikana gotska oltarna nastavka. Avtor se je podpisal z začetnicama E. P. in letnico 1577. Oba prikazujeta poznogotsko oltarno arhitekturo, ki se razvija v več nadstropjih in zaključi s fialami in križnimi rožami. Nad zidano oltarno menzo je na severni strani naslikana Kristusova glava s trnjevo krono, nad njim pa tri svetnice, ki jih je težko prepoznati. Srednja naj bi bila sv. Jedrt. Zgoraj je na sredini naslikana Marija z Jezusom, ob njej pa dva angela s trobili. Čisto na vrhu je stoječi gol Kristus kot Imago pietatis. Podobno je zasnovan južni naslikani oltar. Tu so tri znane svetnice: sv. Marjeta z zmajem, sv. Katarina s kolesom in sv. Barbara, zavetnica rudarjev. Na vrhu je Križanje z Marijo in Janezom. Oba slikana oltarja prehajata v okrasje na šilastem razčlenjenem slavoloku. Skoraj vso severno steno ladje pokriva freska Pohoda in Poklona treh kraljev. Konjeniški sprevod se pomika od leve proti desni. Kasneje prebito okno je uničilo del slike s skupino sedeče Marije z Jezusom. Skrajno desno je hlevček z obema živalma. Poslikava naj bi nastala v poznem 16. stoletju. Tudi prezbiterij (kor) je poslikan, a kasnejšega nastanka. Na slavoločni steni je naslikano Marijino oznanjenje, na severni Poklon treh kraljev in na južni strani Marijino vnebovzetje. Glavni oltar sodi v skupino zlatih oltarjev, značilnih za 17. stoletje. Njegova zidana menza je iz gotskega obdobja, s poslikanim antependijem. V tronu je kip sv. Ane Samotretje (mati Ana s hčerko Marijo in detetom Jezusom). Napis na zadnji strani oltarja pove, da je nastal leta 1644. Vse stebre in druge ploskve pokriva rastlinska dekoracija, v nišah so angelske glavice. Na predeli je na sredini slika Zadnja večerja, ob straneh pa svetnika Ignacij Lojolski in Frančišek Ksaverij. V atiki je slika sv. Družine, prav na vrhu pa skupina Križanje. Na hrbtni strani je letnica 1644 in dva podpisa: Ioanes Grauenstainer verjetno  Janez iz Grabštajna in Thomas Tainik. V koru sta tudi oba stranska oltarja, ki sta nekoč zakrivala tista, narisana na slavoločni steni. Tudi ta dva sta iz 17. stoletja. 

### Cerkev sv. Volbenka
Zgornja cerkev je posvečena sv. Volbenku. V njej se odvija redno bogoslužje. Stoji v strmem bregu tako, da je njen zahodni del vkopan, spodnji del pa so morali  podzidati s kripto. Na južni steni ima lepa dvodelna okna s krogovičjem in močne opornike. Tu je tudi glavni vhod, kar je pogojeno s terenom. Gotski portal je žlebasto in paličasto razčlenjen. Zvonik, ki je stal na mestu današnje zakristije je bil leta 1885 zaradi strele odstranjen. Strokovnjaki domnevajo, da je bil prvotni zvonik tako imenovan korni zvonik, tik nad prezbiterijem, kakor pri mnogih drugih koroških cerkvah. Ta cerkev je doživela več predelav v notranjščini. Ladja je po udaru strele leta 1885, ko je zgorel lesen strop, dobila plitev obok in skromno novogotsko oltarno opremo. Zanimivost prezbiterija je dejstvo, da so zidovi na severni strani nenavadno debeli, na to steno se naslanja gotska zakristija. Glede na bogato zunanjost, je notranjost cerkve precej skromna. Prostor deluje kot velika dvorana z golimi stenami. Prezbiterij krasi baročni oltar vpet pod starodavne gotske oboke. Oltar krasi bogat kiparski okras. V tronu je kip zavetnika sv. Volbenka s cerkvijo v levici, ob straneh sta kipa nekega svetnika z baklo in sv. Dominika s psom. Na hrbtni strani je latinski napis ki pove, da ga je, z darovi faranov postavil župnik Gašper Pilat leta 1680 kot tudi stranski oltar sv. Izidorja, ki ga ni več. Ta župnik ima lep nagrobnik v farni cerkvi na Ravnah. Križev pot je zelo slabo ohranjen, značilnost pa so slovenski napisi v bohoričici, ki kažejo na koroško slovenščino. Iz ladje vodijo v kripto dvojne stopnice. Krasi jo baročni oltar, darilo prevaljskega župnika Valentina Cadellija (1. polovica 18. stoletja). V dvojni vdolbini sta kamnita kipa: desni je sv. Valentin z bolnim otrokom, drugi je mašnik s kijem v levici in volom ob sebi.

## Leški rokopis
Leški rokopis je najstarejši ohranjeni daljši pisni dokument v slovenskem jeziku v Mežiški dolini in je primer bukovniške dejavnosti v tej dolini. Časa nastanka ni mogoče natančno določiti, saj se v rokopisu pojavlja več letnic, zagotovo pa je bil napisan v letih 1757–1761. V rokopisu je največkrat omenjeno ime kmetije Papež, po čemer lahko sklepamo, da je bil neznan pisec v ožji zvezi s Papeževo kmetijo ali pa je bil tamkaj celo doma. 
V glavnem lahko razdelimo mnogovorstno snov, ki jo rokopis obsega v dve večji skupini. Prva obsega molitve, cerkveno pesem in govor pred poroko, torej stvari cerkvenega značaja. Druga skupina vsebuje pestro narodopisno blago, med drugim tri pesmi ter razna navodila. Avtor besedila je bil laik, moral pa je biti v ožjih stikih s cerkveno oblastjo, da so mu bile dostopne cerkvene knjige, iz katerih je prepisoval. 
Leški rokopis se nahaja v prostorih Univerzitetne knjižnice v Mariboru, kopijo originala pa hrani Koroška osrednja knjižnica dr. Franca Sušnika.

## Leški premogovnik
Začetki Leškega premogovnika segajo v leto 1818, ko je dunajski magistratni nameščenec Blaž Mayer na dopustu pri svojem prijatelju, posestniku Kresniku, zasledil sloje rjavega premoga. Leta 1820 je pridobil rudarsko pravico do premogovnega revirja in tega leta so premog tudi začeli kopati. Ker Mayer ni imel pravih kupcev za premog, je premogovnik z rudarskimi pavicami prodal bratom Rosthorn, ki so leta 1835 zgradili železarno na Prevaljah, kjer so uporabljali leški premog.
Leški rudnik je bil v petdesetih letih 19. stoletja največji rudnik na Slovenskem, saj so leta 1847 v vseh slovenskih rudnikih nakopali trikrat manj premoga kot na Lešah. Največ rudarjev, 865, je bilo v rudniku zaposlenih leta 1879, medtem ko je največjo proizvodnjo rudnik dosegel leta 1882 s 70.000 tonami.
Leta 1858 leški rudarji ustanovijo Bratovsko zakladnico.
Težko delo, nizki zaslužki, stalni odpusti ter slabe stanovanjske razmere so leta 1886 pripeljale do znamenitega velikonočnega punta, ko so želeli razjarjeni rudarji obratovodjo Hallerja vreči v rudnik, a jim je ta s pomočjo paznikov pobegnil na Prevalje.
Rudarji so sicer dosegli izboljšanje razmer, a je prevaljška železarna in s tem tudi leški premogovnik počasi začela propadati. Železarna je dokončno propadla leta 1899, rudnik pa je s tem izgubil svojo največjo stranko.
Premogovnik je z nižjo proizvodnjo obratoval vse do leta 1935, ko so Leški rudarji po dolgih letih postali lastniki svojega rudnika, ki pa je bil žal že izčrpan. Za pomoč rudarji ustanovijo samopomočno zadrugo Rudarsko zajednico. Družba je bila leta 1936 zaprta. Premog so v obstoječih rovih kopali še do leta 1939, ko ga je v dokončno zmanjkalo. 
Tako je po 119 letih obratovanje propadel leški premogovnik, v katerem so nakopali 3 500 000 ton premoga.

## Kulturno društvo Leše
Začetek kulturnega življenja na Lešah sega v leto 1909, ko so mladi leški rudarji ustanovili leško rudarsko godbo na pihala pod vodstvom kapelnika Vizerja. 
Prvo kulturno društvo je bilo registrirano leta 1921 pod imenom Svoboda, ukvarjalo pa se je s kulturno in izobraževalno dejavnostjo. Prvi predsednik društva Svoboda je bil Albin Jovan, namestnik pa Ivan Dretnik. V okviru društva Svoboda je leta 1927 pričela delovati tamburaška skupina, ki je štela 12 članov. Skupino se je čez nekaj časa razšla, ker so morali nekateri fantje k vojakom. Po razpadu tamburaške skupine so začeli leta 1933 igrati na mandoline, kar je bila tudi zadnja uspešna tamburaška skupina.
Na Lešah so v okviru društva Svoboda in kasneje društva Vzajemnost igrali tudi gledališke igre. Režiserji, ki so skrbeli za organizacijo in vodenje igralcev, so bili: Pavel Čop, Karel Doberšek, Norbert Jamnikar, Micka Mastek in Marko Prosen. Iger pa niso igrali le na Lešah, temveč so igralci gostovali tudi v drugih krajih, v Mežici, Črni, Heleni in na Prevaljah.
Med drugo svetovno vojno iger niso igrali, nadaljevali pa so po koncu vojne. Leta 1953 so ustanovili Delavsko kulturno prosvetno društvo Svoboda Leše. Zadnja predstava, ki so jo odigrali, je bila igra Krivoprisežnik, ki so jo igrali leta 1957.
Do leta 1975 se je zaradi pomanjkanja prostora dogajalo bolj malo kulturnega ustvarjanja. Leta 1980 pa so ponovno ustanovili kulturno društvo z nazivom Kulturno umetniško društvo Leše (KUD Leše). Od takrat do danes so v okviru KUD Leše delovali mladinska in odrasla gledališka skupina, razne glasbene skupine, recitatorska skupina ter Mešani pevski zbor Leše.
Kulturno društvo Leše je v času svojega delovanja prejelo tudi nekaj priznanj, tako kot skupina kot tudi posamezniki.